# Drieschnitz-Kahsel
Drieschnitz-Kahsel (niedersorbisch Drěžnica-Kózle) ist ein Ortsteil der Gemeinde Neuhausen/Spree im brandenburgischen Landkreis Spree-Neiße. Die früheren Gemeinden Drieschnitz und Kahsel wurden am 1. Januar 1974 zur Gemeinde Drieschnitz-Kahsel zusammengeschlossen. Zum Ortsteil gehören Drieschnitz, Kahsel und Drieschnitz-Vorwerk.

## Lage
Drieschnitz-Kahsel liegt in der Niederlausitz etwa fünf Kilometer südöstlich von Neuhausen. Umliegende Ortschaften sind Komptendorf im Norden, Gablenz im Nordosten, der zur Gemeinde Wiesengrund gehörende Ortsteil Trebendorf im Osten, die zur Stadt Spremberg gehörenden Ortsteile Hornow im Südosten, Wadelsdorf im Süden und Haidemühl im Südwesten, Bagenz und Bräsinchen im Westen sowie Laubsdorf im Nordwesten.
Durch Drieschnitz-Kahsel verläuft die Kreisstraße 7112.

## Geschichte
Am 1. Januar 1974 wurden die bis dahin eigenständigen Gemeinden Drieschnitz und Kahsel zusammengeschlossen. Sie gehörten zunächst zum Kreis Cottbus-Land im DDR-Bezirk Cottbus. Nach der Wiedervereinigung und der Kreisreform in Brandenburg am 6. Dezember 1993 kam die Gemeinde zum neu gebildeten Landkreis Spree-Neiße. Am 19. September 2004 schloss sich Drieschnitz-Kahsel mit 14 weiteren Gemeinden zu der neuen Gemeinde Neuhausen/Spree zusammen.

## Ortsvorsteher
Die Ortsvorsteherin ist seit 2024 Anja Mischke, ebenfalls seit 2024 im Ortsbeirat sind Nadine Hoffmann und Jens Balkow.